# 王用汲墓
王用汲墓，是明朝南京刑部尚书王用汲的墓地。是泉州市市级文物保护单位。墓葬原有3480平方米，但现大部分被违章建筑侵占，墓庭长87米，宽40米，原两侧立有多座人及动物的石像但多已被毁被盗。现只存一石碑和石将军像且依旧未受到有效维护周围杂物堆积。

## 破坏
王用汲墓在2008年就已经受到的违章建筑施工的侵毁，墓穴及周遭墓园文物等损毁严重，至2017年墓葬依旧未受到有效保护和修缮，墓园严重荒废，受到垃圾，违章建筑等多重侵害，虽然泉州官方多次声明要整治修缮但至今未有实质之行动。